# San Francisco Tlapancingo
San Francisco Tlapancingo è un comune del Messico, situato nello stato di Oaxaca.